# 烏克蘭郵政
乌克兰邮政局或稱烏克蘭郵政（羅馬化：Ukrposhta）又称乌克兰邮政股份有限公司（羅馬化：Aktsionerne tovaristvo "Ukrposhta"），是一家乌克兰基础设施部创办的邮政股份有限公司，主要提供邮政通信服务，其工作任务和相应的经费由乌克兰国家通信管理委员会审批，并拥有乌克兰国内邮票、明信片的独家发行权、流通权，和“Nova Poshta”并称「乌克兰快递和电子商务市场的两大领导者」。

## 历史

乌克兰邮政局在一些邮品上使用的名为「Печатка」的印章

乌克兰邮政局最早隶属于苏联通信部，并作为其在乌克兰苏维埃社会主义共和国境内的分支机构。1991年，乌克兰苏维埃社会主义共和国为响应戈尔巴乔夫的一系列改革与权力下放政策创建了Ukrtelecom；后者接管了原属乌克兰邮政局管辖的移动信号等通信领域内容。
1994年2月2日，乌克兰内阁在关于国内通信领域改革的决议中正式将乌克兰邮政局与Ukrtelecom确立为通信领域的2个独立国家结构之一。
1998年7月，乌克兰邮政局在政府要求下进行了重组。1999年，乌克兰邮政局正式收归国有，并被划归乌克兰基础设施部管辖。
2014年俄罗斯联邦并吞克里米亚后，乌克兰邮政局缩小了其地理活动的范围；其于2014年4月终止了其在克里米亚和塞瓦斯托波尔的业务，并于同年12月正式退出卢甘斯克人民共和国和顿涅茨克人民共和国的实际控制区域——这两个地区的邮政业务由当地所属「克里米亚邮政」、「顿巴斯邮政」和「卢甘斯克邮政」三家邮政公司接管。
2015年7月6日，乌克兰基础设施发展和环境政策委员会表决通过了进一步重组乌克兰邮政局的决定，令其在现有基础上创建一家股份公司。
2017年4月12日，乌克兰邮政局正式更名为乌克兰邮政股份有限公司，并更换了新的标志。

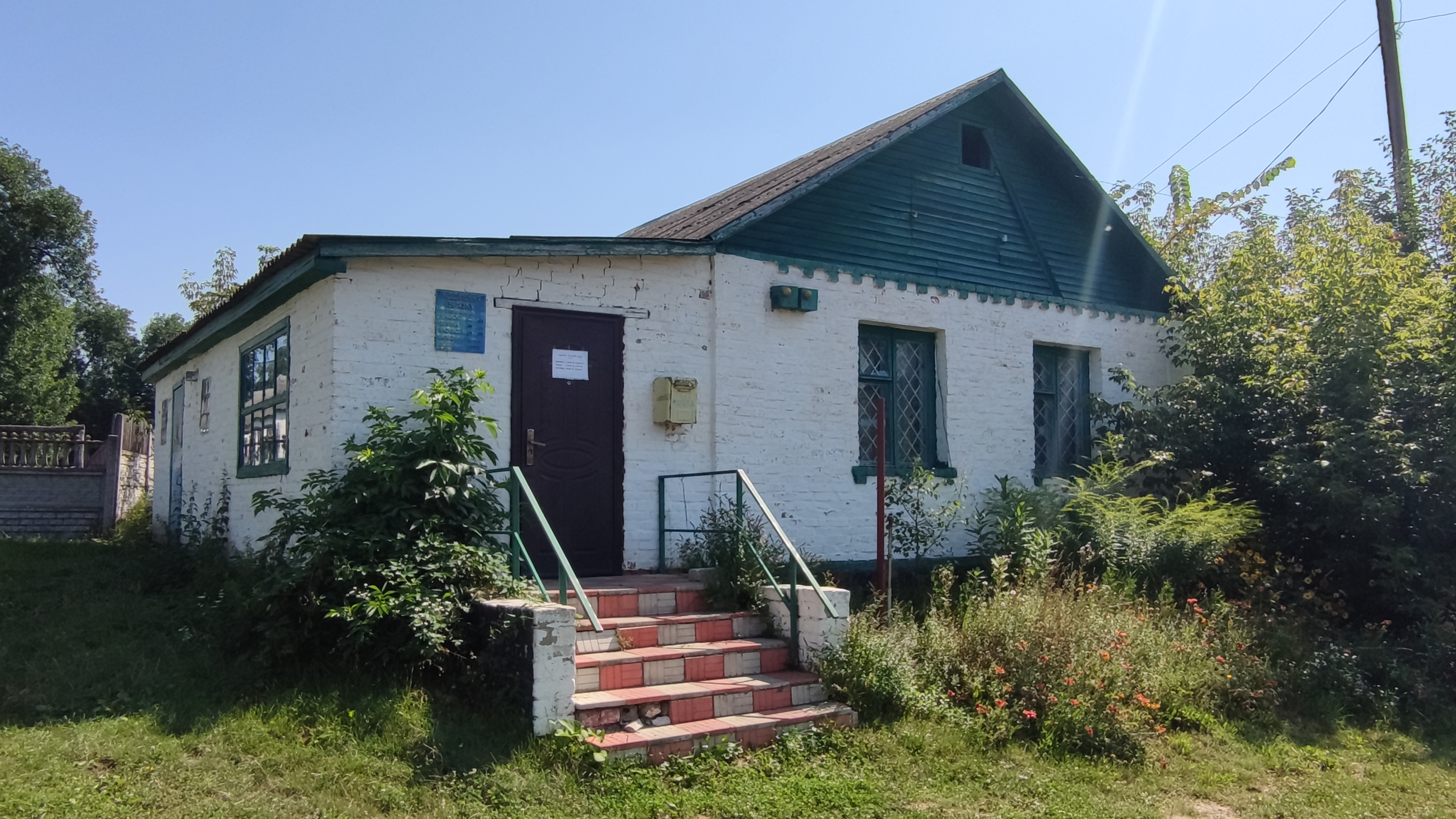
切尔尼戈夫地区一个村庄的乌克兰邮政局所属邮局

2020年4月1日起，乌克兰邮政局开始在乌克兰全境提供EMS服务。根据国际审计公司普华永道编制的2021年第三季度结果显示，乌克兰邮政局在国家邮政运营的EMS投递质量评级中名列第二 。
目前，乌克兰邮政局受于2001年通过的《乌克兰邮政服务法》和万国邮政联盟有关规定的约束。

乌克兰邮政局于1992年至2009年使用的徽标
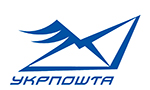
乌克兰邮政局于2009年至2017年使用的徽标
乌克兰邮政局自2017年起使用的徽标

## 架构
截至2015年，乌克兰邮政局的组织架构如下：
- 27个区域邮政总局；
- 12000所邮局（其中在郊区的邮局共有9000所）；
- 73000名员工；
- 1500万个信箱。

截至2015年，乌克兰邮政局每年运送31吨的货物，邮政车程累计达7200万公里。

## 延伸阅读
- Postcrossing